# John Whitgift
John Whitgift (v. 1530 – 29 février 1604) est un ecclésiastique anglais, et le soixante-treizième archevêque de Cantorbéry.

## Jeunesse
John Whitgift est le fils aîné de Henry Whitgift, un marchand de Grimsby dans le Lincolnshire, où il est né probablement entre 1530 et 1533. Son éducation est confiée à son oncle, Robert Whitgift, abbé du monastère voisin de Wellow, sur l'avis duquel il est envoyé à l'école de St Anthony à Londres. En 1549, il s'inscrit au Queens' College de Cambridge, puis en mai 1550, il rejoint le Pembroke Hall, où il a comme professeur John Bradford futur martyr de l'Église réformée. En mai 1555, il est membre de Peterhouse.

## Carrière à Cambridge
John rentre dans les ordres en 1560. Il devient aumônier de Richard Cox, évêque d'Ely, qui le nomme au presbytère de Teversham dans le Cambridgeshire. En 1563 il est nommé professeur de théologie à Cambridge où ses conférences sont appréciées. Il devient premier maître de Pembroke Hall, puis de Trinité.

## Avancements
En novembre 1570 il est nommé vice-chancelier.
Les croyances théologiques de Whitgift l'amènent à s'opposer aux puritains intolérants. Il entame une  controverse  avec Thomas Cartwright sur les constitutions et coutumes de l'Église d'Angleterre. En obtenant l'appui des autres professeurs de l'université et de sa position d'autorité, il arrive à priver Cartwright de sa chaire. En juin 1571 il est nommé doyen de Lincoln, puis en mars 1577 évêque de Worcester.

## Archevêque de Cantorbéry
En août 1583, il est nommé archevêque de Canterbury pour remplacer Edmund Grindal placé en résidence surveillée à la suite de son désaccord avec la reine Élisabeth sur les « prophéties ». Whitgift partage l'animosité d'Élisabeth vis-à-vis des puritains. Bien qu'il émit des remontrances à propos de l'aliénation des biens de l'Église, il prit toujours position pour une  politique d'uniformisation religieuse  et contre la tendance presbytérienne. La reine lui maintint toujours sa confiance. En 1586, il entre au Conseil privé.
En 1586, par un édit de la Chambre étoilée, l'archevêque reçut le pouvoir d'autoriser et de contrôler tout le domaine de l'imprimerie dans le pays. Il put ainsi lutter contre la controverse enclenchée par les libelles de Martin Marprelate. L'auteur présumé John Penry, fut arrêté et pendu en 1593.
Dans la controverse entre Walter Travers (en) et Richard Hooker, il interdit au premier de prêcher, et nomme le second au presbytère de Boscombe dans le Wiltshire, permettant à Hooker de terminer Of the Lawes of Ecclesiastical Politie, œuvre qui cependant ne représente pas les positions théologiques ou ecclésiastiques de Whitgift.
En 1595, en collaboration avec l'évêque de Londres et d'autres prélats, il rédige un document calviniste connu sous le nom d'articles de Lambeth. Bien que le texte ait été signé et approuvé par plusieurs évêques, il est révoqué par Élisabeth, celle-ci affirmant que les évêques ont agi sans son consentement. 
Whitgift a assisté Elizabeth sur son lit de mort, et a couronné le nouveau roi Jacques Ier en juillet 1603.
Il est mort à Lambeth en février 1604, seulement sept mois après le couronnement. Il est enterré à Croydon à l'église paroissiale de Saint- Jean-Baptiste (aujourd'hui Croydon Minster).

## Source
- (en) Cet article est partiellement ou en totalité issu de l’article de Wikipédia en anglais intitulé « John Whitgift » (voir la liste des auteurs).